# Max Irons
Maximilian Paul Diarmuid "Max" Irons (Londres, 17 de outubro de 1985) é um ator e modelo inglês.
Irons trabalhou como modelo para companhias incluindo Burberry e Mango. Como ator, ele é mais conhecido por seu papel interpretando Henry em A Garota da Capa Vermelha e Jared Howe em  A Hospedeira.

## Vida Pessoal
Max nasceu em Camden, Londres, filho do ator inglês Jeremy Irons e da atriz irlandesa Sinéad Cusack. Max tem dois irmãos Sam Irons que é fotografo e o seu irmão mais velho Richard Boyd Barrett. Frequentou a Dragon School em Oxford e se formou na Guildhall School of Music and Drama em 2008. Irons também sofria de dislexia durante sua formação escolar e seu pai o encorajou a seguir carreira de ator.
Em 2011 começou um relacionamento com a atriz Emily Browning,e o romance terminou em 2012 pela própria atriz.

## Filmografia
| Ano  | Obra            | Personagem               | Notas          |
| ---- | --------------- | ------------------------ | -------------- |
| 2004 | Being Julia     | Garoto                   |                |
| 2009 | Unrequited Love | Tom                      | Curta metragem |
| 2009 | Dorian Gray     | Lucius                   |                |
| 2011 | Red Riding Hood | Henry                    |                |
| 2011 | The Runaway     | Tommy                    | 3 episódios    |
| 2013 | The Host        | Jared Howe               |                |
| 2013 | The White Queen | Eduardo IV de Inglaterra | 9 episódios    |
| 2014 | The Riot Club   | Miles Richards           |                |
| 2015 | Woman in Gold   | Fredrick "Fritz" Altmann |                |
| 2016 | Tutankhamun     | Howard Carter            | Minissérie     |
| 2017 | Bitter Harvest  | Yuri                     |                |
| 2018 | Terminal        | Alfred                   |                |
| 2018 | Condor 1        | Joe Turner               | 10 episódios   |
| 2020 | Condor 2        | Joe Turner               | 10 episódios   |